# لگو (تگزاس)
لگو (به انگلیسی: Lago) یک منطقهٔ مسکونی در ایالات متحده آمریکا است که در شهرستان کمرون، تگزاس واقع شده‌است. لگو ۰٫۱۲ کیلومتر مربع مساحت و ۲۰۴ نفر جمعیت دارد و ۱۲ متر بالاتر از سطح دریا واقع شده‌است.